# Liam Corrigan
Liam Corrigan (* 11. September 1997 in Toronto, Ontario) ist ein Ruderer aus den Vereinigten Staaten. Er war 2023 Weltmeisterschaftszweiter und 2024 Olympiasieger im Vierer ohne Steuermann.

## Sportliche Karriere
Der in Kanada geborene Liam Corrigan wuchs in Connecticut auf. Er graduierte 2019 in Astrophysik an der Harvard University. 2022 machte er einen Master in Finanzökonomie an der University of Oxford. Mit dem Achter von Oxford gewann er 2022 beim Boat Race.
Corrigans internationale Karriere begann mit einem neunten Platz im Achter bei den Junioren-Weltmeisterschaften 2014 und einem achten Platz im Zweier ohne Steuermann bei den Olympischen Jugendspielen 2014. Im Jahr darauf bei den Junioren-Weltmeisterschaften 2015 belegte er den fünften Platz im Vierer ohne Steuermann. Zwei Jahre später wurde er zusammen mit Alexander Richards Vierter im Zweier bei den U23-Weltmeisterschaften 2017. Bei den U23-Weltmeisterschaften 2019 ruderte Corrigan mit dem Vierer ohne Steuermann auf den zweiten Platz im B-Finale, also den achten Rang in der Gesamtwertung.
Wegen der COVID-19-Pandemie wurden die Olympischen Spiele in Tokio erst 2021 ausgetragen. Im Achter-Wettbewerb traten sieben Boote an. Mit einem zweiten Platz im Vorlauf und einem dritten Platz im Hoffnungslauf erreichte der Achter aus den Vereinigten Staaten das Finale. Im Ziel lag die Crew 0,33 Sekunden hinter den drittplatzierten Briten und 0,35 Sekunden vor den fünftplatzierten Niederländern.
Ebenfalls Vierte wurden die Ruderer im Achter aus den Vereinigten Staaten bei den Weltmeisterschaften 2022 in Račice u Štětí. Auf die drittplatzierten Australier hatten die Amerikaner anderthalb Sekunden Rückstand. 2023 wechselte Corrigan in den Vierer ohne Steuermann. Bei den Weltmeisterschaften in Belgrad erreichten Justin Best, Nick Mead, Michael Grady und Liam Corrigan die Ziellinie zwei Sekunden hinter den Briten und erhielten die Silbermedaille.  Ein Jahr später bei den Olympischen Spielen in Paris siegte der US-Vierer mit Mead, Best, Grady und Corrigan vor dem Boot aus Neuseeland und den Briten.